# Мерлони, Андреа
Андреа Мерлони (4 сентября 1967, Рим — 9 ноября 2020, Милан) — итальянский бизнесмен и промышленник. 29 апреля 2010 года был назначен Президентом компании Indesit Company, сменив на данном посту своего отца Витторио Мерлони, который занял пост почётного Председателя совета директоров компании.

## Биография
C 2008 по 2010 занимал пост заместителя Председателя Indesit Company.
С 2005 по 2007 по поручению компании занимался изучением новых возможностей развития бизнеса.
C 2000 по 2007 занимал должность Президента и Генерального директора WRAP SpA, дочерней акционерной компании Indesit Company, созданной с целью развития изобретений компании в области бытовой техники.
В 1996 году приобрёл бренд Benelli и способствовал его возрождению и активному развитию на рынке скутеров и мотоциклов. До 2005 года занимал должность Президента и Генерального директора компании.
C 1992 по 1996 занимал пост Президента компании Aermarche SpA, занимающейся воздушными перевозками. Андреа Мерлони также входит в состав Совета директоров компании Fineldo SpA (семейная холдинговая компания Витторио Мерлони), Merloni Partecipazioni&Servizi srl и Evolve SpA.
Был женат на Виоле Мелпиньяно (Viola Melpignano) (с сентября 2009 года).